# Коричневобрюхий ампелион
Коричневобрюхий ампелион (лат. Doliornis sclateri) — вид птиц рода Doliornis семейства котинговых. Подвидов не выделяют. Обитает в Перу. Распространен на восточном склоне Анд, от юга Сан-Мартина до Хунина. Размер — 21,5 см в длину. У самцов чёрный затылок, тёмно-коричневая верхняя часть тела и бледно-коричневая грудь, серое горло и шея. Самки похожи на самцов.